# Cliff Burton
Clifford Lee "Cliff" Burton (Castro Valley, Califòrnia, 10 de febrer de 1962 – Ljungby, Suècia, 27 de setembre de 1986) va ser un virtuós baixista, considerat entre els millors músics dins del heavy metal, el seu treball més notable va ser el de baixista del grup Metallica, des de 1983 fins a la seva mort el 1986, en un accident automobilístic durant el període en què es troba la formació clàssica del grup.
Va participar en els tres primers àlbums d'estudi de Metallica (Kill 'Em All, Ride the Lightning i Master of Puppets), i també fou acreditat com a compositor de les lletres d'una cançó de ...And Justice for All.
Burton va ser inclòs pòstumament al Rock and Roll Hall of Fame amb Metallica el 4 d'abril de 2009. Va ser seleccionat com el novè millor baixista de tots els temps en una enquesta de lectors en línia organitzat per Rolling Stone en 2011.

## Biografia
Burton va néixer a Castro Valley (Estats Units), fill de Ray i Jan Burton. Tenia dos germans més grans, Scott i Connie. El seu pare el va introduir de ben petit en el món de la música clàssica i li va fer les primeres classes de piano. En la adolescència es va interessar per la música rock i posteriorment en el heavy metal. Va començar a tocar el baix amb tretze anys, just després de la mort del seu germà.

## Carrera
Va formar la seva primera banda quan encara estudiava a l'institut. Va realitzar diversos canvis de banda fins que es va unir a "Trauma" l'any 1982. Aquest mateix any van viatjar a Los Angeles per tocar en directe a la sala Whisky a Go Go. Entre el públic s'hi trobaven James Hetfield i Lars Ulrich, que havien creat ja Metallica. Després de sentir a Burton en directe, van intentar reclutar-lo per tocar el baix a Metallica en substitució de Ron McGovney, que acabava d'abandonar la banda. Una de les condicions de Burton fou que es traslladaren de Los Angeles a la regió de San Francisco Bay Area, del qual era originari. L'entusiasme per a la seva incorporació va provocar que es traslladessin a la població d'El Cerrito per complir amb les seves exigències.
Burton ja va participar en l'àlbum de debut de Metallica, Kill 'Em All (1983), que conté diversos solos seus. En el segon treball de la banda, Ride the Lightning, tota la banda va evidenciar un creixement musical i Burton va demostrar noves habilitats en la composició de cançons, ja que fou acreditat en sis de les vuit cançons de l'àlbum. Aquesta evolució va cridar l'atenció de discogràfiques més importants i van abandonar Megaforce Records per signar per Elektra Records. Dins el nou segell van presentar el tercer treball de la banda, titulat Master of Puppets. Aquest àlbum va marcar un punt d'inflexió en la trajectòria de Metallica, i la crítica el considera la base del heavy metal.
Aquest fou també el darrer treball en el qual va participar Burton, ja que va morir el 27 de setembre de 1986, l'endemà de l'actuació realitzada al Solnahallen Arena d'Estocolm (Suècia).

## Mort

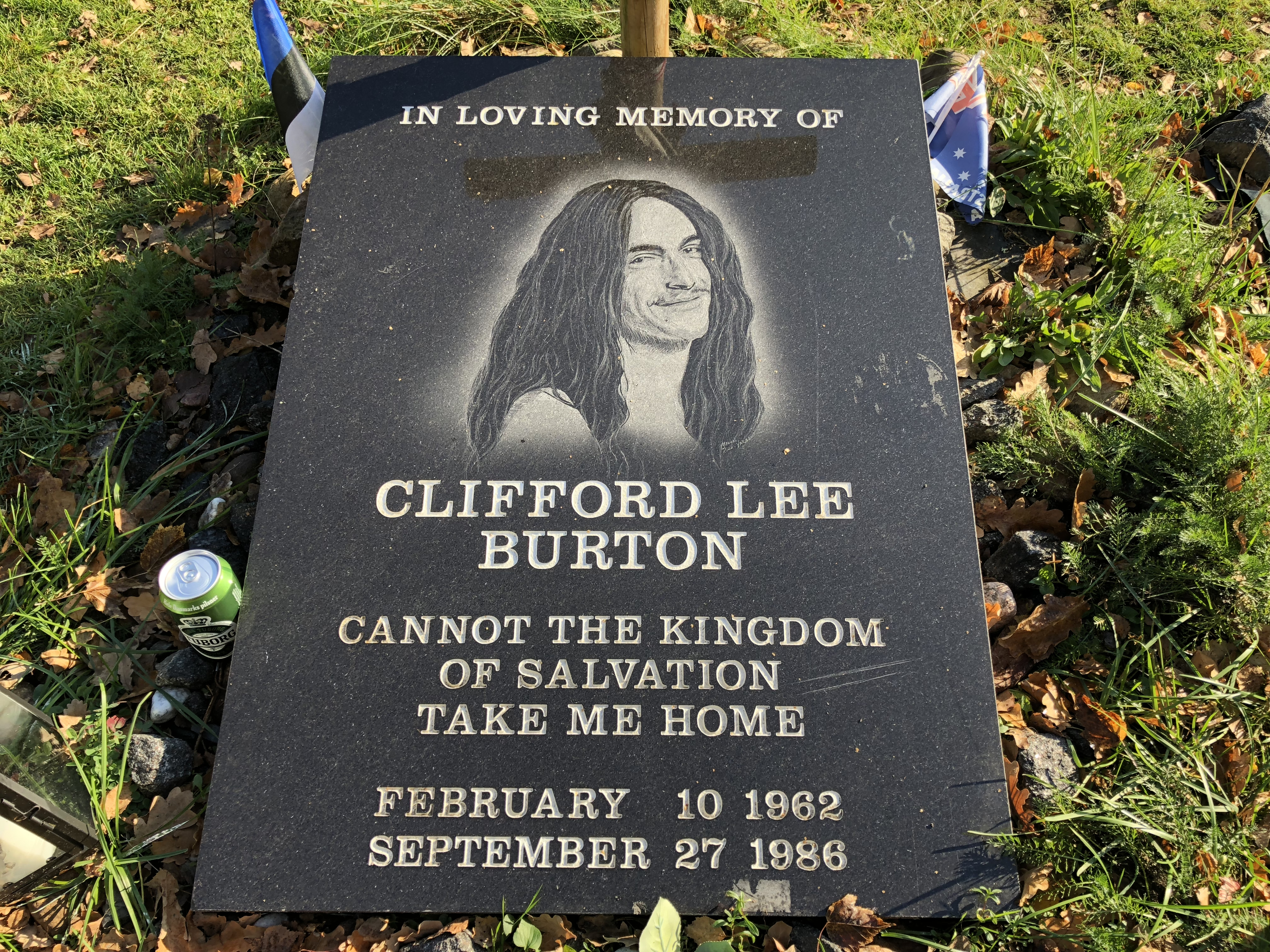
Làpida de la tomba de Cliff Burton

Metallica es trobava de gira europea per promocionar l'àlbum Master of Puppets i viatjava en autobús. Les cabines eren molt petites i incòmodes per dormir, de manera que s'anaven tornant per dormir en una llitera. A la nit del 26 i 27 de setembre de 1986, Burton dormia en la llitera, quan abans de les 7 del matí, l'autobús va derrapar de la carretera E04 al nord de Ljungby i es va estimbar. Burton va sortir disparat a través del vidre i va caure de cap, provocant la seva mort.
Segons el conductor de l'autobús, la derrapada es va produir a causa d'una placa de gel, en canvi, James Hetfield va assenyalar que el conductor realment anava begut, i que a més, va caminar força distància buscant aquesta placa de gel i no la va trobar. Segons la policia sueca, l'accident era molt semblant als típics que es produeixen per somnolència del conductor, però el conductor va al·legar que ell havia dormit durant el dia i es trobava totalment descansat. Finalment no es van presentar càrrecs contra el conductor.

## Llegat
Metallica va escriure un tribut a Burton que va titular «To Live Is to Die» i va incloure en l'àlbum ...And Justice for All. Burton va ser inclòs en els crèdits com a compositor de les lletres i parts del baix, que van ser re-enregistrades pel seu substitut a la banda, Jason Newsted. L'exmembre de Metallica i amic Dave Mustaine, quan ja era líder de Megadeth, va compondre la cançó «In My Darkest Hour» en assabentar-se de la seva mort. Les bandes Anthrax i Metal Church van dedicar els respectius àlbums Among the Living i The Dark a Burton.
El 4 d'abril de 2009 fou inclòs en el Rock and Roll Hall of Fame junt als actuals membres de la banda Metallica (James Hetfield, Lars Ulrich, Kirk Hammett i Robert Trujillo) i Jason Newsted. Hetfield va assenyalar que la nominació afectava a tots els membres de la banda que havien aparegut en almenys un àlbum de Metallica, de manera que va excloure a Ron McGovney i Dave Mustaine, baixista i guitarra originals de la banda, ja que només havien aparegut en demos, però permetre incloure a Burton. Durant la cerimònia, l'ingrés va ser acceptat per Ray Burton, pare del difunt.
L'autor Joel McIver va escriure una biografia titulada To Live Is to Die: The Life and Death of Metallica's Cliff Burton, publicada per Jawbone Press el juny de 2009.
El gener de 2013, l'empresa fabricant de guitarres Aria va revelar que llançaria una rèplica del baix de Burton anomenada "Aria Pro II Cliff Burton Signature Bass" després de rebre l'autorització per part de la família de Burton i de la banda Metallica. La presentació es va realitzar el 25 de gener de 2013 a Anaheim amb la participació del pare de Burton i del baixista actual de Metallica, Robert Trujillo, que fou el primer en provar el nou baix.

## Discografia

### Metallica
Àlbums d'estudi
- Kill 'Em All (1983)
- Ride the Lightning (1984)
- Master of Puppets (1986)
- ...And Justice for All (1988) (crèdits pòstums per "To Live Is to Die")

Compilacions
- Garage Inc. (1998) (inclòs en "Am I Evil?" i "Blitzkrieg")